# Chữ Pallava
Chữ Pallava là một loại chữ viết được phát triển bởi triều đại cùng tên ở miền Trung và Nam Ấn Độ vào thế kỷ thứ 6.
Chữ Pallava là nguồn gốc của nhiều hệ thống chữ viết ở Đông Nam Á ví dụ như chữ Java, chữ Kawi, Baybayin, chữ Môn, chữ Miến, chữ Khmer, chữ Lanna, chữ Thái chữ Lào,, chữ Thái Đen và chữ Tày Lự giản thể.

## Bảng chữ cái
Bảng chữ cái Pallava thế kỷ thứ 7. Những âm đánh dấu hoa thị (*) có độ xác thực không chắc chắn và ít xuất hiện ở Đông Nam Á.
Nguồn: SkyKnowledge.com

### Phụ âm
Mỗi ký tự phụ âm nếu đứng độc lập một mình, không có ký tự nguyên âm kèm theo, thì người ta sẽ đọc nó kèm với nguyên âm /a/. Nếu hai phụ âm đứng kèm nhau và không có nguyên âm nằm giữa chúng, phụ âm đứng sau sẽ viết nhỏ và dưới phụ âm đứng trước.
| ka | kha | ga | gha | ṅa  | ca | cha | ja | jha* | ña | ṭa | ṭha* | ḍa | ḍha* | ṇa | ta | tha |
|    |     |    |     |     |    |     |    |      |    |    |      |    |      |    |    |     |
| da | dha | na | pa  | pha | ba | bha | ma | ya   | ra | la | va   | śa | ṣa   | sa | ha |     |
|    |     |    |     |     |    |     |    |      |    |    |      |    |      |    |    |     |

### Nguyên âm độc lập
| a | aa | i | ii | u | e | o | ai* | au* |
|   |    |   |    |   |   |   |     |     |